# Número de Galilei
En mecánica de fluidos el número de Galilei (Ga) es un número adimensional llamado así en honor al científico italiano Galileo Galilei (1564-1642).
Este número es proporcional al cociente entre las fuerzas gravitatorias y las fuerzas viscosas. El número de Galilei se usa en flujo viscoso y cálculos de expansión térmica, por ejemplo para describir el flujo de una capa de fluido sobre una pared. Estos flujos son de aplicación en condensadores o columnas de destilación.

## Simbología
| Símbolo                       | Nombre                           | Unidad  |
| ----------------------------- | -------------------------------- | ------- |
| {\displaystyle \mathrm {Fr} } | Número de Froude                 |         |
| {\displaystyle \mathrm {Ga} } | Número de Galilei                |         |
| {\displaystyle \mathrm {Re} } | Número de Reynolds               |         |
| {\displaystyle g}             | Gravedad                         | m / s2  |
| {\displaystyle m}             | Masa                             | kg      |
| {\displaystyle d}             | Dimensión de sección transversal | m       |
| {\displaystyle L}             | Longitud característica          | m       |
| {\displaystyle \rho }         | Densidad                         | kg / m3 |
| {\displaystyle \nu }          | Viscosidad cinemática            | m2 / s  |

## Descripción
Su definición matemática es:
{\displaystyle \mathrm {Ga} ={\frac {\text{Fuerzas gravitacionales}}{\text{Fuerzas viscosas}}}}
|               | 1                                                                               | 2                                                                               |
| ------------- | ------------------------------------------------------------------------------- | ------------------------------------------------------------------------------- |
| Ecuaciones    | {\displaystyle \mathrm {Ga} ={\frac {m\ g}{\nu \ (\rho \nu )}}}                 | {\displaystyle m=\rho \ d^{2}\ L}                                               |
| Sustituyendo  | {\displaystyle \mathrm {Ga} ={\frac {(\rho \ d^{2}\ L)\ g}{\nu \ (\rho \nu )}}} | {\displaystyle \mathrm {Ga} ={\frac {(\rho \ d^{2}\ L)\ g}{\nu \ (\rho \nu )}}} |
| Simplificando | {\displaystyle \mathrm {Ga} ={\frac {(d^{2}\ L)\ g}{\nu ^{2}}}}                 | {\displaystyle \mathrm {Ga} ={\frac {(d^{2}\ L)\ g}{\nu ^{2}}}}                 |

{\displaystyle \mathrm {Ga} ={\frac {(d^{2}\ L)\ g}{\nu ^{2}}}}
|                                                                    | 1 | 2                                                                        | 3                                                                        |
| ------------------------------------------------------------------ | --- | ------------------------------------------------------------------------ | ------------------------------------------------------------------------ |
| Ecuaciones                                                         | {\displaystyle \mathrm {Ga} ={\frac {(d^{2}\ L)\ g}{\nu ^{2}}}}                                                 | {\displaystyle \mathrm {Re} ={\frac {u\ d}{\nu }}}                       | {\displaystyle \mathrm {Fr} ={\frac {u^{2}}{g\ L}}}                      |
| Multiplicando {\displaystyle {\Bigl (}{\frac {u}{u}}{\Bigr )}^{2}} | {\displaystyle \mathrm {Ga} ={\frac {(d^{2}\ L)\ g}{\nu ^{2}}}{\Bigl (}{\frac {u}{u}}{\Bigr )}^{2}}             |                                                                          |                                                                          |
| Ordenando                                                          | {\displaystyle \mathrm {Ga} ={\Bigl (}{\frac {u\ d}{\nu }}{\Bigr )}^{2}{\Bigl (}{\frac {g\ L}{u^{2}}}{\Bigr )}} |                                                                          |                                                                          |
| Sustituyendo                                                       | {\displaystyle \mathrm {Ga} ={\frac {\mathrm {Re} ^{2}}{\mathrm {Fr} }}}                                        | {\displaystyle \mathrm {Ga} ={\frac {\mathrm {Re} ^{2}}{\mathrm {Fr} }}} | {\displaystyle \mathrm {Ga} ={\frac {\mathrm {Re} ^{2}}{\mathrm {Fr} }}} |

{\displaystyle \mathrm {Ga} ={\frac {\mathrm {Re} ^{2}}{\mathrm {Fr} }}}
- Datos: Q1492101